# Giải Toán học ứng dụng Norbert Wiener
Giải Toán học ứng dụng Norbert Wiener (tiếng Anh: Norbert Wiener Prize in Applied Mathematics) là một giải thưởng dành cho các đóng góp xuất sắc vào "Toán học ứng dụng trong nghĩa cao nhất và rộng nhất". Giải được phân khoa Toán học của Học viện Công nghệ Massachusetts thiết lập năm 1967 để vinh danh Norbert Wiener và được Hội Toán học Hoa Kỳ cùng Hội Công nghệ và Toán học ứng dụng (Hoa Kỳ) đồng tài trợ.
Giải được trao mỗi 3 năm, với số tiền thưởng là 5.000 dollar Mỹ.

## Các người đoạt giải
- 1970: Richard E. Bellman
- 1975: Peter D. Lax
- 1980: Tosio Kato và Gerald B. Whitham
- 1985: Clifford S. Gardner
- 1990: Michael Aizenman và Jerrold E. Marsden
- 1995: Hermann Flaschka và Ciprian Foias
- 2000: Alexandre J. Chorin và Arthur Winfree
- 2004: James A. Sethian
- 2007: Craig Tracy và Harold Widom
- 2010: David Donoho
- 2013: Andrew Majda